# Mecanism desfășurabil

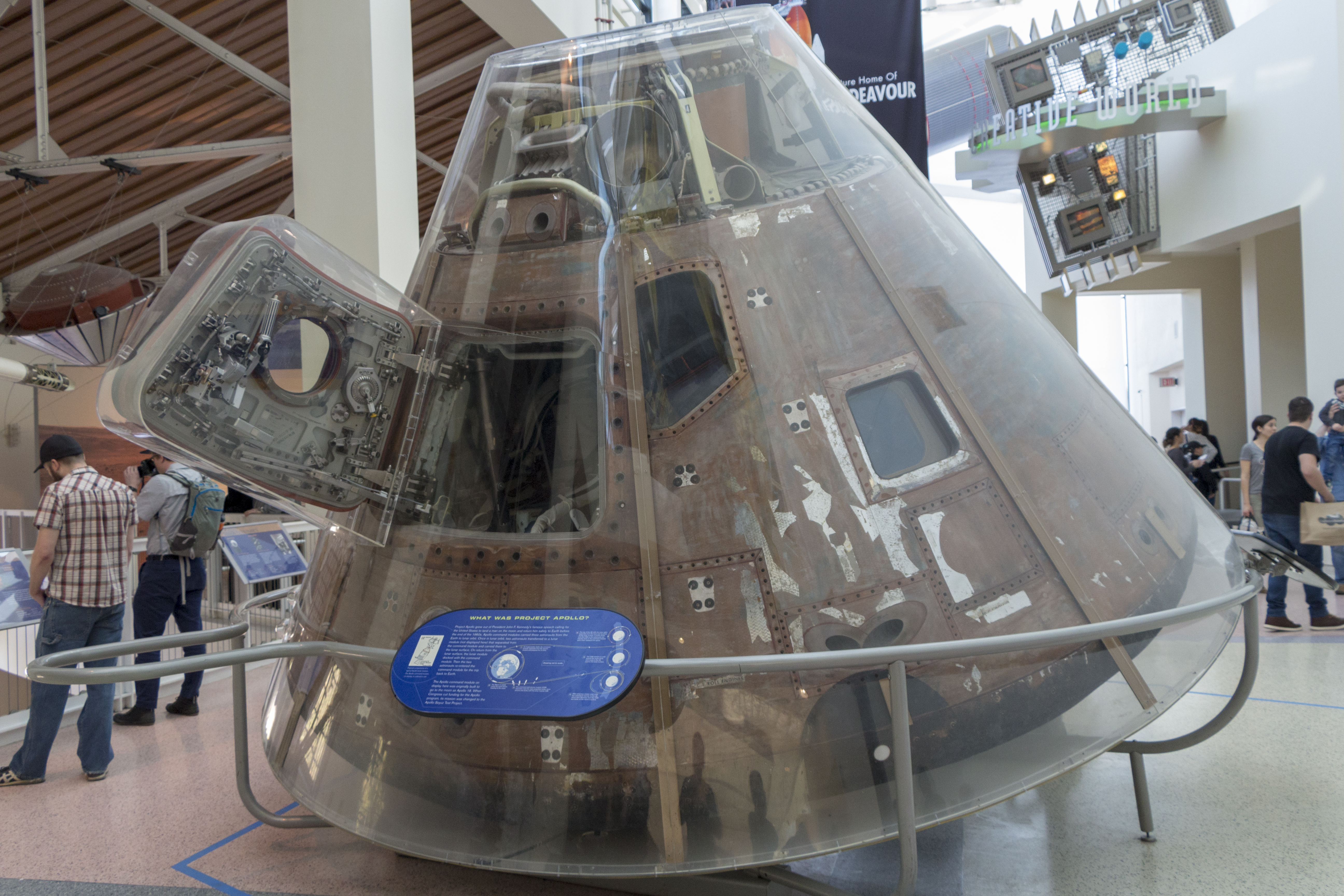
Ușa de pe modulul de comandă al astronavelor Apollo este un exemplu de mecanism desfășurabil simplu, deoarece are forma exteriorului conic al modulului, se mișcă, iar balamalele sunt aliniate cu generatoarele suprafeței conice

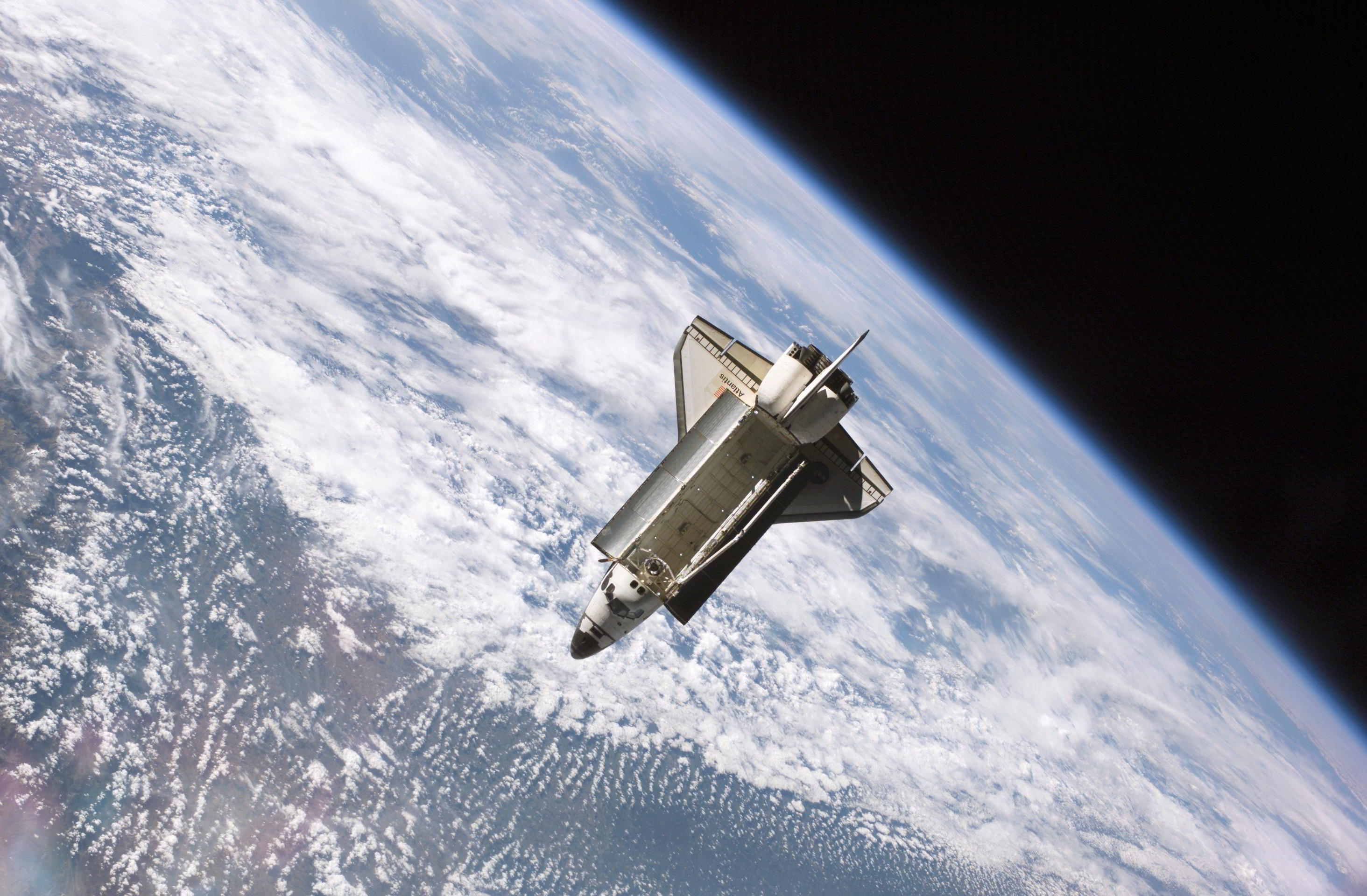
Ușile compartimentului de transport ale navetei spațiale sunt mecanisme simple desfășurabile deoarece au forma exteriorul navetei în timpul decolării, se pot mișca, iar balamalele sunt aliniate cu generatoarele suprafeței navetei

Mecanismele desfășurabile sunt o clasă specială de mecanisme, care pot fi plasate pe suprafețe desfășurabile.

## Exemple
Câteva exemple binecunoscute de mecanisme desfășurabile sunt ușa modulului de comandă al astronavelor Apollo și ușile compartimentului de transport al navetei spațiale. Ambele exemple sunt mecanisme cu balamalele aliniate pe câte o singură dreaptă, care drepte sunt și generatoare ale suprafeței. Imaginile sunt afișate în dreapta.
Origami folosește suprafețe desfășurabile, deoarece se consideră că hârtia nu se poate întinde. Formele origami care se mișcă utilizează doar îndoirea hârtiei, nu și deformarea ei.
Mecanismele plane sunt o submulțime a mecanismelor desfășurabile în care suprafața desfășurabilă este chiar plană, dar legăturile acestor mecanisme pot fi în afara acestui plan.

## Avantaje
Suprafețele desfășurabile sunt ușor de produs, ca urmare se găsesc în multe aplicații. Un mecanism desfășurabil poate fi încorporat în aceste suprafețe.
Mecanismele desfășurabile pot fi depozitate compact printr-o funcție de mișcare a lor. O asemenea funcție le poate permite să se desfășoare și spațial.

## Modelare matematică
Mișcările mecanismelor desfășurabile pot fi modelate folosind formulele din cinematică. În lanțurile cinematice legăturile rigide nu modifică mișcarea.